# 턴부
턴부(베트남어: Thần Vũ / 神武 신무 / 1069년 7월 ~ 1072년 1월)는 베트남 리 왕조(李朝) 성종(聖宗) 리녓똔(李日尊)의 다섯번째 연호이다.

## 개원
- 티엔후옹바오뜨엉(天貺寶象) 2년(1069년) 7월에 연호를 턴부(神武)로 개원함.[1][2][3]

- 턴부(神武) 4년 1월 10일[4](1072년 2월 1일)에 연호를 타이닌(太寧)으로 개원함.[1][2][5][6]

## 연대 대조표
| 턴부       | 원년       | 2년        | 3년        | 4년        |
| 서기(西紀) | 1069년     | 1070년     | 1071년     | 1072년     |
| 간지(干支) | 기유(己酉) | 경술(庚戌) | 신해(辛亥) | 임자(壬子) |

## 동시대 연호

### 중국
북송(北宋)
- 희녕(熙寧) (1068년 ~ 1077년)

요(遼)
- 함옹(咸雍) (1065년 ~ 1074년)

대리국(大理國)
- 정덕(正德) (1062년 ~ 1073년)

서하(西夏)
- 천사예성국경(天賜禮盛國慶) (1069년 ~ 1074년)

### 일본
- 엔큐(延久) (1069년 ~ 1074년)